# Herbita ruadhanaria
Herbita ruadhanaria är en fjärilsart som beskrevs av William Schaus 1923. Herbita ruadhanaria ingår i släktet Herbita och familjen mätare. Inga underarter finns listade i Catalogue of Life.